# Papilionanthe hookeriana
Papilionanthe hookeriana är en orkidéart som först beskrevs av Heinrich Gustav Reichenbach, och fick sitt nu gällande namn av Rudolf Schlechter. Papilionanthe hookeriana ingår i släktet Papilionanthe och familjen orkidéer. Inga underarter finns listade i Catalogue of Life.

## Bildgalleri

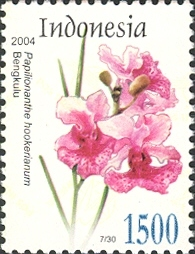